# Trump Entertainment Resorts
La Trump Entertainment Resorts, Inc. è stata una compagnia del settore alberghiero e del gioco d'azzardo avente sede nel Trump Taj Mahal, un hotel e casinò di sua proprietà e oggi chiuso, situato ad Atlantic City, nel New Jersey. Precedentemente conosciuta come Trump Hotels & Casino Resorts, l'azienda era stata fondata nel 1995 dall'imprenditore, e poi presidente degli Stati Uniti d'America, Donald Trump, che non ha più avuto alcun ruolo formale in azienda a partire dal 2011.
La compagnia ha dichiarato bancarotta nel 2004, nel 2009 e nel 2014.
Dal 2016 fino al 2017, anno della sua chiusura, la Trump Entertainment Resorts è stata una sussidiaria della Icahn Enterprises.

## Storia
Agli inizi degli anni ottanta, Donald Trump iniziò ad acquistare, attraverso la Trump Organization, una serie di proprietà lungo la passeggiata marina di Atlantic City e il 15 marzo 1982 ricevette la licenza per aprire un casinò dalla Commissione per il controllo del gioco d'azzardo del New Jersey (CCC). Egli aveva intenzione di costruire il proprio casino sulla passeggiata della città ma sospese il progetto quando Mike Rose, allora CEO di Holiday Inn e di Harrah's, gli propose di gestire invece la costruzione di un hotel e casinò della Holiday Inn. L'imprenditore accettò e l'hotel, chiamato Harra's at Trump Plaza, aprì nel maggio 1984. Due anni più tardi Trump comprò le quote della struttura di proprietà della Holiday Inn e la ribattezzò come Trump Plaza Hotel and Casino.
Nel 1985, l'imprenditore acquisì la proprietà dell'hotel e casinò Atlantic City Hilton, situato sulla costa di Atlantic City e la cui costruzione non era stata ancora ultimata, dalla Hilton Hotels, la quale aveva subito il ritiro della propria licenza per l'esercizio del gioco d'azzardo da parte della CCC, per 325 milioni di dollari. Trump ultimò la struttura e la inaugurò con il nome di Trump's Castle Hotel Casino, per poi ribattezzarla in seguito Trump Marina.
Nel 1988, Trump acquisì poi la proprietà del non ancora completato Taj Mahal dalla Resorts International per 230 milioni di dollari dopo diverse negoziazioni con Merv Griffin durante le quali i due uomini d'affari si divisero i beni della compagnia in liquidazione. Il casinò, al tempo il più grande di tutta Atlantic City, arrivò infine a costare, all'epoca della sua apertura, nel 1990, circa un miliardo di dollari. Trump riuscì a completare il progetto ricorrendo all'emissione di obbligazioni ad alto rendimento, veri e propri titoli spazzatura, una decisione che si rivelò poi rovinosa per il Taj Mahal, poiché l'industria del gioco d'azzardo fu fortemente colpita dalla recessione dei primi anni novanta e gli alti tassi di interesse da pagare diventarono così ingestibili. Nel luglio del 1991 il Taj Mahal andò così in bancarotta seguendo una particolare procedura in cui un piano di riorganizzazione era già stato approvato dagli obbligazionisti dell'azienda prima che questa dichiarasse ufficialmente fallimento. Secondo tale accordo, Trump cedette il 50% della proprietà della struttura ai suoi obbligazionisti in cambio di un abbassamento dei tassi di interesse e un dilazione del loro pagamento. Così, nell'ottobre dello stesso anno, il Trump Taj Mahal tornò in affari.
Il 10 ottobre 1989 i casinò di Trump furono scossi dalla morte di tre dirigenti: Steven F. Hyde, CEO delle operazioni dei casinò di Trump, Mark Grossinger Etess, presidente e COO del Taj Mahal, e Jonathan Benanav, vice presidente esecutivo del Trump Plaza. I tre, di ritorno da una conferenza stampa a New York dove avevano promosso un incontro di pugilato che si sarebbe tenuto ad Atlantic City, morirono in un incidente aereo quando l'elicottero su cui viaggiavano precipitò nel New Jersey settentrionale.
Nel 1995, Trump fondò la Trump Hotels and Casino Resorts (THCR) una società ad azionariato diffuso, cedendole la proprietà del Trump Plaza e del Trump Casino a Gary, in Indiana, al tempo ancora in costruzione. L'anno seguente, la THCR acquisì, sempre dalla Trump Organization di cui era una controllata, in gennaio, il Trump Taj Mahal e, in settembre, il Trump Castle, per un valore rispettivamente di 890 e di 486 milioni di dollari (inclusi 355 milioni di debiti).
Nel 1996, la compagnia aprì il Trump World's Fair, un nuovo casinò aggiunto al Trump Plaza, per poi chiuderlo nel 1999, con la previsione di sostituirlo con un resort più grande.
Nel 1997, la THCR fu una delle undici aziende ad aver richiesto licenze, nella fattispecie tre, per l'apertura di casinò a Detroit, con la proposta iniziale di un investimento da 542 milioni di dollari per la costruzione del Trump Motor City Hotel Casino, in associazione con un ex giocatore di football americano, Mel Farr. L'offerta fu però infine rifiutata da Dennis Archer, l'allora sindaco della città, il quale dubitava della copertura finanziaria della compagnia.
Nel 1998, consulenti d'affari della THCR spesero almeno 68.000 dollari in un viaggio a Cuba in violazione dell'embargo statunitense nei confronti dell'isola. Stando a un'inchiesta del Newsweek, la società di consulenza Seven Arrows Investment and Development suggerì alla THCR come aggirare l'embargo legando i soldi ad iniziative di carità.
Nel 1999, la THCR tentò di acquisire il Flamingo Hilton Casino Kansas City per 15 milioni di dollari, ma l'affare non ebbe luogo poiché la commissione per il gioco d'azzardo del Missouri non rilasciò alla compagnia la licenza per il gioco d'azzardo.
Nel 2000, la THCR stipulò un accordo per la gestione dello Spotlight 29 Casino, un casinò indiano a Coachella, in California.

### Difficoltà finanziarie
La Trump Entertainment Resorts è ricorsa alla protezione del Chapter 11 (letteralmente "Capitolo 11"), una norma della legge fallimentare statunitense che di solito prevede, tra le altre cose, che l'imprenditore rimanga in possesso di tutti i suoi beni essendo però sottoposto al controllo e alla giurisdizione di una corte fallimentare, per quattro volte, compreso il periodo in cui ancora si chiamava Trump Hotels & Casino Resorts e il precedente fallimento del Trump Taj Mahal: nel 1991, in seguito, come detto, alla costruzione da un miliardo di dollari del Trump Taj Mahal, nel 2004, nel 2009 e nel 2014.
Nel 2004, tra le speculazioni che essa potesse dichiarare bancarotta, la Trump Hotels & Casino Resorts vagliò diverse opzioni per cercare di ristrutturare il proprio debito. Tra queste vi era un possibile accordo con la Credit Suisse First Boston che però non fu completato a causa del rifiuto da parte degli obbligazionisti.
Il 21 ottobre 2004, la compagnia annunciò di aver raggiunto un accordo preliminare con in suoi investitori. Trump, che era azionista di maggioranza, avrebbe ridotto la sua quota dal 56 al 27 percento, e gli obbligazionisti avrebbero rinunciato a parte della somma a loro dovuta in cambio di azioni. Il 27 ottobre, la compagnia annunciò poi che la banca d'affari Morgan Stanley sarebbe stata a capo della riorganizzazione con un finanziamento da 500 milioni di dollari come parte del piano di ristrutturazione. Il 21 novembre, infine, la compagnia dichiarò bancarotta. Trump affermò che tale dichiarazione fu "solo una misura tecnica" per intraprendere il miglior modo con cui portare avanti la ristrutturazione. Il piano fu quindi sottoposto alla corte fallimentare il 16 dicembre 2004.
Dopo il fallimento del 2004, la Trump Hotels & Casino Resorts cambiò nome in Trump Entertainment Resorts (TER).
Nel 2005, il coinvolgimento della compagnia nella gestione dello Spotlight 29 Casino terminò poiché la tribù ricomprò i diritti di gestione del casinò per 6 milioni di dollari. Più tardi quello stesso anno, la TER vendette il suo casinò di Gary, in Indiana, alla The Majestic Star Casino, LLC per 253 milioni di dollari. La compagnia aveva anche ottenuto la licenza per la costruzione di un secondo casino nella contea di Orange, sempre in Indiana, ma dovette rinunciare ai suoi piani in parte a causa delle preoccupazioni dello stato circa le capacità finanziarie dell'azienda.
Nel 2007, la compagnia tentò di negoziare un'operazione di buyout con diverse aziende sia pubbliche che private ma, il 2 luglio, annunciò che non sarebbe stato possibile trovare un accordo e che si sarebbe estromessa dal mercato, prevedendo anche il licenziamento di diverse persone al fine di procedere a un taglio dei costi.

### Bancarotta del 2009 e ristrutturazione
L'azienda dichiarò nuovamente bancarotta nel febbraio 2009, presentando un debito di 1,2 miliardi di dollari e avvalendosi sempre della protezione del Capitolo 11. A seguito di ciò, due nuove cordate di investitori detentori del debito proposero alla corte fallimentare i loro piani di riorganizzazione per il gruppo.
Trump inizialmente fece con un accordo con il banchiere Andrew Beal, proprietario della Beal Bank, che deteneva 500 milioni di dollari del debito della compagnia, perché questo prendesse il controllo dei resort. Tuttavia, citando come scusante la mancanza di esperienza della banca nel settore dei giochi d'azzardo, egli decise in seguito di cambiare idea e di stringere invece un accordo con il fondo di investimenti Avenue Capital Management, il quale aveva avanzato un piano di ristrutturazione preferito anche dagli altri obbligazionisti. Beal si alleò quindi con un altro imprenditore, Carl Icahn, che aveva già lavorato alla riorganizzazione di un altro casinò di Atlantic City, il Tropicana. In tribunale, Trump affermò che avrebbe fatto causa alla coppia Icahn/Beal se solo essi avessero osato utilizzare il suo nome o la sua figura nelle proprietà del gruppo. Invece, egli firmò un accordo con la Avenue Capital secondo il quale avrebbe ricevuto il 5% delle azioni della rinnovata compagnia e un altro 5% in cambio della possibilità della stessa di utilizzare il suo nome e la sua immagine.
La corte fallimentare decise infine per la cordata Trump/Avenue. Tale scelta fu ancora la favorita degli obbligazionisti, i quali pensavano che il marchio Trump avrebbe portato a una compagnia più forte dopo l'avvenuta riorganizzazione.
Nel 2011, la TER cedette il Trump Marina alla Landry's Restaurants, già alla guida del Golden Nugget di Las Vegas, per 38 milioni di dollari.

### Dopo la bancarotta
Nel febbraio 2013, la compagnia decise di vendere il Trump Plaza alla Meruelo Group, una conglomerata californiana già proprietaria del Grand Sierra Resort di Reno, per 20 milioni di dollari. Con i proventi di quest'altra vendita i debiti della compagnia sarebbero scesi a circa 270 milioni di dollari e Robert Griffin, CEO della TER, affermò che la compagnia era pronta a vendere anche il Trump Taj Mahal per il giusto prezzo. Tuttavia, Carl Icahn, che deteneva buona parte del debito dei casinò di Trump, annunciò che non avrebbe avallato la vendita del Trump Plaza per un prezzo che reputava troppo basso.
All'inizio di agosto del 2014, Donald Trump intentò una causa richiedendo la rimozione del proprio nome dai due casinò della compagnia, poiché al contrario di quanto pattuito nel contratto in cui l'imprenditore aveva concesso l'uso del suo nome, i due alberghi erano stati, secondo lui, fatti deliberatamente andare in rovina.

### Bancarotta del 2014
Nel settembre 2014, la Trump Entertainment Resorts dichiarò nuovamente bancarotta, e chiuse il Trump Plaza. In seguito ad una mozione del sindacato di lavoratori UNITE HERE Local 54, relativa all'azione di fallimento, il 15 gennaio 2016 la Corte d'appello degli Stati Uniti per il Terzo Circuito sentenziò in favore della Trump Entertainment Resorts sostenendo che essa avesse ragione nel rifiutare i termini e le condizioni di un accordo di contrattazione collettiva precedentemente sancito con il sindacato, dato che l'accordo era già scaduto. Ciò rappresentò un importante precedente tra sentenze di corte d'appello e alterò significativamente il rapporto tra i datori di lavoro debitori e i loro sindacati.
La compagnia uscì dalla protezione del Capitolo 11 nel febbraio 2016, diventando una sussidiaria della Icahn Enterprises, il cui magnate, Carl Icahn, il 20 dicembre 2014 aveva salvato il Trump Taj Mahal con un finanziamento da 20 milioni di dollari elargito a due giorni dalla chiusura prevista. Il 10 ottobre 2016, comunque, Trump Taj Mahal fu definitivamente chiuso (sarà poi comprato nel marzo 2017 dalla Hard Rock International con le prospettive di una nuova apertura nell'estate del 2018) e la Trump Entertainment Resorts cessò poco dopo ogni attività.